# Церква Святителя Миколая Чудотворця (Божиків)
Церква Святителя Миколая Чудотворця в Божикові — парафія і храм ПЦУ в селі Божикові Саранчуківської громади Тернопільського району Тернопільської области України. Пам'ятка архітектури місцевого значення.

## Історія церкви
Парафія належала до складу Бережанського ([1832—1842]) та Підгаєцького ([1907—1944]) деканатів. 1870 року збудовано мурований храм на місці давнього дерев'яного храму, який існував ще в [1832] році.
Під час Першої світової війни церква і дзвіниця були частково зруйновані, а церковне майно розграбоване. Парохія, збудована в 1910 році, була зруйнована разом з іншими парафіяльними будівлями.
Кількість парафіян: 1832 — 765, 1844 — 780, 1854 — 793, 1864 — 860, 1874 — 969, 1884 — 1.001, 1894 — 1.154, 1904 — 1.270, 1914 — 1.827, 1936 — 1.196.
У травні 2015 року парафія УАПЦ перейшла до складу УПЦ КП. Згодом — до ПЦУ.

## Парохи
Адміністратори
- о. Іван Стеткевич ([1832], адміністратор)
- о. невідомий ([1836]—1865, адміністратор)
- о. Іларій Стеткевич (1865—1866, адміністратор; 1861—1865, сотрудник)
- о. невідомий (1866—1901+, адміністратор)
- о. Андрій Кіналь (1897—1901, сотрудник)
- о. Іван Дурбак (1901—1910+, адміністратор)
- о. Григорій Скасків (1910—1912, адміністратор)
- о. Епіфаній Роздольський (1912—1921, адміністратор)
- о. Ярослав Стеткевич (1921—1928+, адміністратор)
- о. Ярослав Літинський (1929—[1944], адміністратор)
- о. Василь Гуль — нині[3]